# Круахан
53°48′07″ пн. ш. 8°18′14″ зх. д. / 53.802° пн. ш. 8.304° зх. д.
Круахан (ірл. Cruachan) — стародавнє місто, столиця давнього ірландського королівства Коннахт, що розташовувалось на заході Ірландії. Інші назви цього міста: Круахан Ай, Спина Друїдів. Назва походить від давньоірландського «круаху» (ірл. — cruahu) — «пагорб». З містом пов'язано багато історичних подій, легенд, міфів та історичних переказів. У цьому місті, зокрема, правили королева Медб та король Айліль — герої відомих давніх ірландських міфів. Нині це місцина Раткроган, що розташована в графстві Роскоммон. У легендах і міфах це місто пов'язують з сакральною функцією, таємним знанням, діяльністю друїдів. У цьому місті ховали верховних королів Ірландії, резиденція яких містилася у м. Тара, і місцевих королів Коннахту. Згідно з легендами й міфами, тут же ховали легендарних правителів Племен Богині Дану (відносно безмертя яких не було єдиної думки). Місцевість навколо Круахану називалась Долина Ай — Маг Ай. Вважалося, що ця назва виникла в результаті жертвоприношення, яке здійснили сіди — жителі потойбічного світу, здійснивши тут офіру у вигляді 300 печінок священних червоновухих корів. І здійснено було це з магічною метою. Судячи по всьому, після занепаду Тари, деякий час саме Круахан був резиденцією верховних королів Ірландії.